# 向塘西站
向塘西站位于中国江西省南昌市南昌县向塘镇，为五纵三横主干线京九线和沪昆线的交汇点，特等编组站。该站于1935年启用，目前直属中国铁路南昌局集团有限公司管辖，办理京九、沪昆两大干线及昌福、西环、抚乐、丰洛、张塘线的货物列车中转、解编技术作业、机车换挂作业，以及枢纽内12条专用线的货物取送任务。
向塘西站是向潭铁路和向梁铁路的終點站，亦是京九铁路及沪昆铁路的中间站。该车站曾经办理客运业务被称为“黄金咽喉”，是全国铁路12个路网型编组站之一；经过2009年的改造向塘西站由混合式二级六场升级为混合式三级八场，股道由171股增至212股。

## 历史
- 1935年：向塘站建成启用。[11]

2006年浙赣铁路梁家渡至潭岗的客车直通线启用后向塘西站周边线位情况

- 1986年，由于浙赣线西段运能紧张，铁道部在“中取华东”工程中决定修建武汉枢纽经武大线、大沙线、南浔线至浙赣线向塘西站的新通道，并兴建向塘西编组站[12]。
- 2002年7月：向塘西站由一等站晋升为特等站[13]。
- 2002年11月25日向塘西的驼峰改造完成投入使用，[14]
- 2004年春运向塘西接发临客2200趟[15]。
- 2004年11月3日解编货车突破17222辆，连创建站的最高记录[16]。
- 2005年3月启动货运扩能工程前期设计工作[17]
- 2006年8月10日梁家渡至潭岗直通线启用[18]，浙赣线梁家渡站-潭岗站区间走新建大桥，沿线向塘西站和江家站不再属于浙赣线车站。
- 2007年1月20日起34趟临客不再停靠向塘西站[19]。
- 2009年铁道部将斥资8.7亿元改扩建[20]，预计将在2010年7月完成改造[21]。
- 2009年12月26日京九铁路北京西至向塘西电气化改造工程建成开通[22]。
- 2010年9月20日向塘西站由原来的横列式二级六场扩能为混合式三级八场[23]。
- 2012年3月向塘西站发送货物4.2万吨[24]。
- 2012年6月日均办理车辆15000辆[25]。
- 2012年12月24日枢纽改造进入验收阶段[26]。

## 车站结构
2010年9月改造后的向塘西站规模双向混合式三级七场，分为上行系统和下行系统。另设有设机务、车辆设施各一处，京九上、下行正线外包站场。
其中上行系统主要办理京九、沪昆、南昌铁路枢纽支线（向乐支线、丰洛支线）上行货物列车到达、解体、通过、编组、始发作业，京九、沪昆线和向乐支线上行旅客列车到发、通过作业。上行出发直通场（IV场）、上行编发场（III场）和上行发北场（II场）自西向东横列布置于车站北部，规模分别为11线、26线、7线；上行到达场（I场）位于编发场南侧，规模11线。Ⅷ场位于IV场西侧，有京九上行外包正线经过。
下行系统主要办理京九、沪昆线和枢纽支线下行货物列车到达、解体、通过、编组、始发等作业，部分沪昆、京九上行货物列车站编始发作业，以及沪昆、京九线和向乐支线下行旅客列车到发、通过作业。下行到达场（V场）、下行编发场（VI场）和下行出发直通场（VII场）纵列式布置，规模分别为11线、33线和12线。其中下行出发直通场由原江家站改建。

## 下辖车站
向塘西车站是中国铁路南昌局集团有限公司的直属车站，本站除了管辖向塘西站站场外，还管辖向塘站。

## 事故
- 2010年1月21日18时，向塘西站一辆货运火车头，因司机操作失误，不慎开进了该站二场附近的王家桥河，所幸没有人员伤亡[29][30]。